# 利佩茨克战斗机飞行员学校
利佩茨克战斗机飞行员学校（德語：Kampffliegerschule Lipezk）是德国魏玛共和国国家防卫军在苏联利佩茨克秘密开设的战斗机飞行员培训学校。由于受到《凡尔赛和约》的限制，德国不得拥有空军，于是德国在1922年《拉帕洛条约》签订后，转而以其他方式继续培养发展空军，为后来纳粹德国空军奠定基础。创建人为赫尔曼·冯·德·列特-汤姆森。1925年，列特-汤姆森与苏联空军领导人彼得·巴拉诺夫签订相关条约。库尔特·斯图登特在该地实地参与战术研究，沃尔特·施塔尔为该校负责人。该学校今天是俄罗斯的利佩茨克空军基地。类似机构还有喀马坦克学校和汤姆卡毒气实验场。
因在媒体上公布了有关信息，1931年德国作家卡尔·冯·奥西茨基（1935年诺贝尔和平奖得主）被判泄露国家机密而入狱。

## 流行文化
德国电视剧《巴比伦柏林》第二季曾涉及该学校。

## 外部連結
- Bundesarchiv (9. November 2018)（页面存档备份，存于） Lipezk. Die geheime Fliegerschule und Erprobungsstätte der Reichswehr in der Sowjetunion.